# 맷 더모디
매튜 필립 더모디(Matthew Phillip Dermody, 1990년 7월 4일 ~ )는 미국의 야구 선수이자, 전 메이저 리그 보스턴 레드삭스의 투수이다.

## 미국 프로야구 시절
2016년에 토론토 블루제이스에 입단하였다.

## 일본 프로야구 시절
2021년에 사이타마 세이부 라이온스에 입단하였다.

## 미국 프로야구 복귀
2022년에 시카고 컵스에 복귀하였다.

## 한국 프로야구 시절

### NC 다이노스시절
2022년 8월에 웨스 파슨스를 대체할 외국인 투수로 영입되었다. 시즌 후 재계약에 실패하면서, 그의 차기 대체 외인으로는 에릭 페디가 영입되었다.

## 미국 프로야구 재복귀
2023년에 보스턴 레드삭스와 마이너 계약을 했다.